# زمین‌لرزه ۱۹۹۲ کلمبیا
زمین‌لرزه کلمبیا  در تاریخ ۱۸ اکتبر ۱۹۹۲ میلادی، برابر با ‎۲۶ مهر ۱۳۷۱، ساعت ۱۵:۱۱:۵۹ به زمان یوتی‌سی در کلمبیا رخ داد. ژرفای این زلزله ۳٫۳ کیلومتر بود، و بزرگی آن ۷٫۱ در مقیاس Mw اعلام شده‌است. زمین‌لرزه به وقت محلی در روز یکشنبه، ساعت ۱۰ روی داده و منطقه زمانی آن یوتی‌سی -۵ بوده‌است .
سازمان زمین‌شناسی آمریکا نیز رومرکز این زمین‌لرزه را در مختصات ۷°۰۴′۳۰″شمالی ۷۶°۵۱′۴۳″غربی / ۷٫۰۷۵°شمالی ۷۶٫۸۶۲°غربی و ژرفای آن را در ۱۰ کیلومتر گزارش کرده‌است. بزرگی برگزیدهٔ این سازمان از میان بزرگی‌های محاسبه‌شدهٔ مختلف ۷٫۲ در مقیاس Mw بوده و از دید اثر، در میان چهار دسته‌بندی «نامحسوس»، «محسوس»، «زیان‌آور» یا «با تلفات»، زلزله را «با تلفات» اعلام کرده‌است.رانش زمین در آن به وجود آمده‌است.روانگرایی در این زمین‌لرزه ایجاد شده‌است.
پروژهٔ «تنسور گشتاور مرکزوار» زاویه‌های (راستا، شیب، ریک) گسل سازندهٔ زمین‌لرزه و صفحه عمود بر آن را (°۲۷۰، °۴۵، °۱۶۷) یا (°۹، °۸۱، °۴۶) و نوع گسل را «امتدادلغز» فرارسانده‌است.
شمار کشتگان زلزله حدود ۱ نفر بوده‌است.تعداد زخمیان ۱۱۵ نفر برآورده شده‌است.بی‌خانمان شدگان نیز ۱۵۰۰ نفر اعلام شده‌است.